# Ethel Moorhead
Pour les articles homonymes, voir Moorhead.
Ethel Agnes Mary Moorhead, née le 28 août 1869 à Maidstone, Kent et morte le 4 mars 1955 à Blackrock, dans le comté de Dublin, est une suffragette et peintre britannique. Elle est l'une des chefs de file des suffragettes écossaises avant la Première Guerre mondiale et la première suffragette écossaise nourrie de force en prison. 

## Biographie
Ethel Moorhead est l'une des six enfants de George Alexander Moorhead (en), un chirurgien militaire d'origine irlandaise, et de son épouse, Margaret Humphrys, également irlandaise, aux origines huguenotes. Le métier de son père mène la famille successivement en Inde, à Maurice et en Afrique du Sud, avant une installation définitive en Écosse, à la fin du XIXe siècle. Sa sœur aînée, Alice Moorhead (en), fait ses études de médecine à Édimbourg et obtient son diplôme de médecin à Dublin, elle s'installe comme médecin à Dundee et est une pionnière de la médecine féminine en Écosse,, un de ses frères est également médecin, un autre frère meurt en 1916 et lui lègue ses biens, ce qui lui procure un revenu régulier. Alice Moorhead soutient financièrement Ethel lorsque celle-ci fait des études d'art à Paris, se formant au dessin, sous la direction d'Alfons Mucha, et à la peinture dans l'atelier Whistler (en). Ethel expose des toiles à Dundee en 1901 et a un atelier dans cette ville, tout en veillant sur son père resté veuf. Après la mort de celui-ci en 1911, elle s'installe à Édimbourg. 

### Militantisme féministe
Ethel Moorhead s'engage dans le mouvement en faveur du droit de vote pour les femmes en 1910. Elle milite au sein de la Women's Social and Political Union (WSPU) et prononce son premier discours lors d'une réunion en mars 1910. En décembre de la même année, elle jette un œuf sur Winston Churchill alors qu'il tenait une réunion à Dundee . En 1911, la branche de Dundee de la Women's Freedom League indique qu'elle est la première femme de Dundee à rejoindre le mouvement de résistance fiscale de la ville, ce mouvement s'appuie sur l'assujettissement des femmes au paiement des impôts pour revendiquer pour elles le droit de vote. Un huissier va à son domicile saisir ses biens, et prend un chandelier d'argent que les amis d'Ethel rachètent ultérieurement et lui restituent.

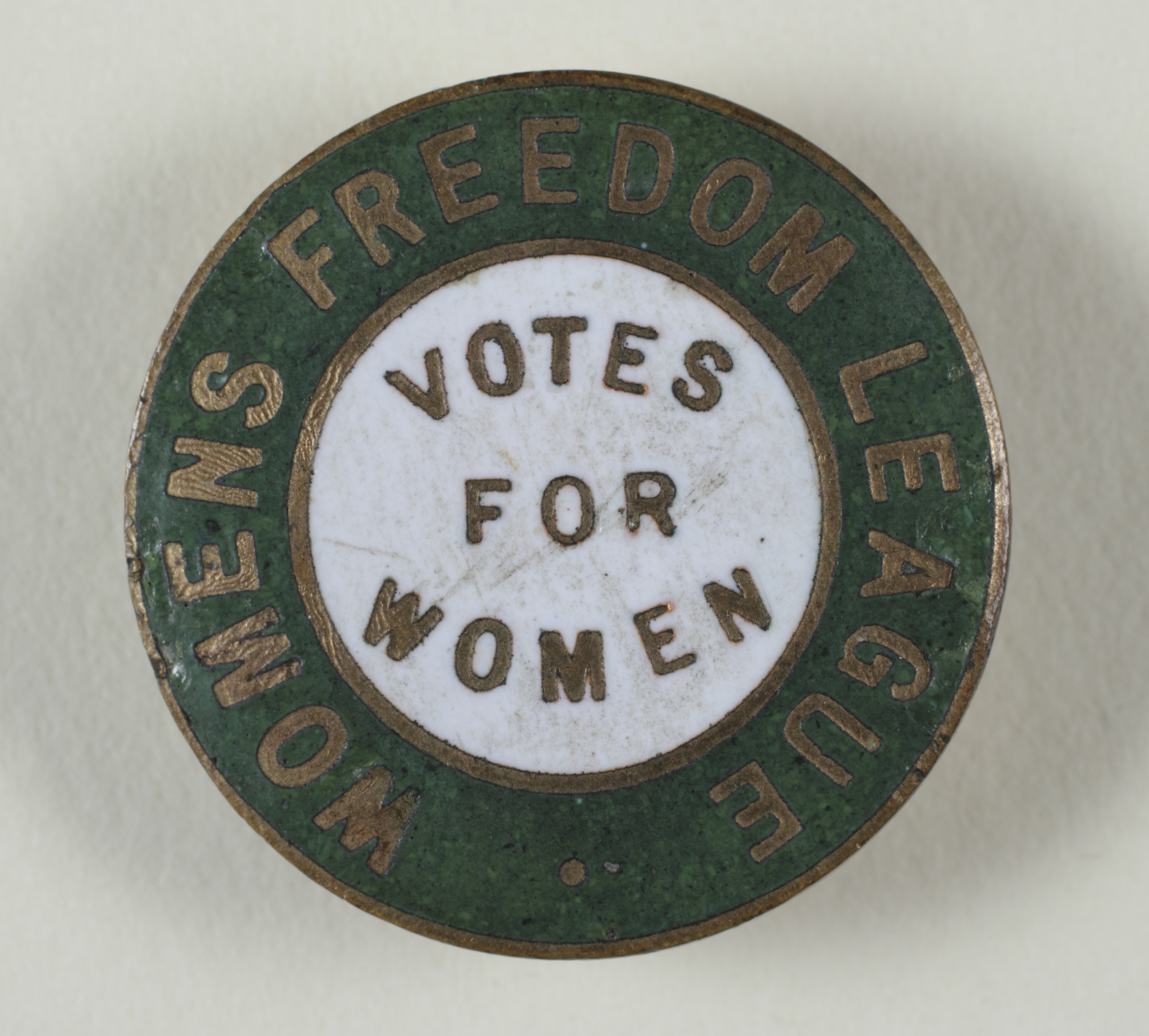
Pin de la Women's Freedom League

Ethel Moorhead participe à plusieurs actions militantes sous des pseudonymes (Mary Humphreys, Edith Johnston, ou encore Margaret Morrison) en Angleterre, elle est arrêtée pour le bris de deux vitrines à Londres, mais est relâchée du fait du manque de preuves de sa participation à cette action. En septembre 1912, elle brise une vitrine du monument Wallace près de Stirling et elle est emprisonnée durant sept jours à la prison de Perth. Elle jette du poivre de Cayenne dans les yeux d'un agent de police à Leven et met à sac deux cellules de commissariat, ce qui lui vaut une condamnation de trente jours, bien qu'elle soit libérée au bout de deux jours du fait de sa participation à une grève de la faim. En octobre 1912, après avoir été expulsée d'une réunion au Synod Hall d’Édimbourg, Moorhead revient s'en prendre au conférencier. Elle est arrêtée sous son propre nom et condamnée à une amende de 1 £. Elle paye l'amende et donc n'est pas emprisonnée pour cet acte. Le 23 juillet 1913, avec Dorothea Chalmers Smith, Ethel Moorhead tente d'incendier une maison au 6 Park Gardens à Glasgow, mais elles sont arrêtées,.  

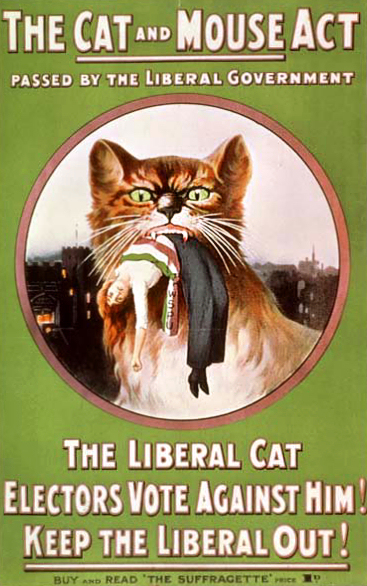
Affiche sur la loi Cat and Mouse Act (1914)

Moorhead est emprisonné plusieurs fois et libérée en vertu du Cat and Mouse Act de 1913. Elle est la première suffragette écossaise à être nourrie de force en 1914, alors qu'elle est emprisonnée à la prison de Calton d'Édimbourg. Le procédé de gavage par voie nasale provoque une double pneumonie, et elle est libérée. Son témoignage sur le gavage forcé, relayé par la presse, suscite une vague de protestations. Il semble établie qu'elle est la complice de Fanny Parker lorsque celle-ci tente d'incendier la maison natale de Robert Burns en juillet 1914. Durant cette période, Ethel Moorhead est considérée comme l'une des chefs de file des suffragettes écossaises.

### Années de guerre et d'après-guerre
Lorsque la Première Guerre mondiale est déclarée, la Women's Social and Political Union met fin à ses actions militantes en faveur du droit de vote des femmes. Ethel Moorhead et Fanny Parker dirigent l'organisation des services nationaux de la Women's Freedom League, encourageant les femmes à trouver un travail approprié. 
Après la guerre, Ethel Moorhead vend son atelier de Dundee et voyage en Europe. Elle s'installe en France dans les années 1920, et participe à la création d'une revue trimestrielle d'art, dont elle est co-rédactrice en chef avec le poète Ernest Walsh. This Quarter publie notamment des œuvres de James Joyce, Ezra Pound, Gertrude Stein ou encore Ernest Hemingway. Elle meurt à Blackrock, en Irlande, en 1955 et est enterrée au Deans Grange Cemetery de Dublin.

## Publications
- This Quarter, revue avant-gardiste d'art

## Hommages et distinctions
- La Women's Social and Political Union lui décerne une médaille de la grève de la faim soulignant sa « vaillance ».
- Une plaque commémorative est apposée près de sa maison à Dundee[9].